# جيرهارد ماركس
جيرهارد ماركس (بالإنجليزية: Gerhard Marx)‏ هو فنان جنوب أفريقي، ولد في 1976.